# سیارک ۱۲۱۷۷
سیارک ۱۲۱۷۷ (به انگلیسی: 12177 Raharto، نامگذاری:4074T-3)۱۲۱۷۷مین سیارک کشف شده‌است که در ۱۶ اکتبر ۱۹۷۷ کشف شد.